# Николо-Гастунь
Николо-Гастунь — село в Белёвском районе Тульской области России. Население - 53 человека (2021).
В рамках административно-территориального устройства входит в Ивановский сельский округ Белёвского района, в рамках организации местного самоуправления входит в сельское поселение Левобережное.

## География
Расположено на реке Ока, в 16 км к северу от районного центра, города Белёва, и в 96 км к юго-западу от областного центра.

## История
Название получено по географическому признаку — от протекавшего здесь ручья Гостуни. Расположено в 25 км от районного центра — города Белёва, на правом берегу реки Оки. Селение получило известность тем, что на его окраине была обретена чудотворная икона святителя Николая, византийского письма, в честь которой была построена вначале деревянная, затем каменная Николаевская церковь. В 1506 году икону по велению Василия III перенесли в Москву в церковь на территории Московского Кремля. Село Гостунь с тех пор стало называться «Николо-Гастунью». Село до 1764 года принадлежало церкви, а после реформы императрицы Екатерины II крестьяне стали государственными (экономическими). По сведениям 1859 года в селе насчитывалось 85 крестьянских дворов, имелось сельское прихо́дское училище, проводилась ярмарка.

## Население
| Годы      | 1859 | 1891 | 1912 | 2010 | 2021 |
| --------- | ---- | ---- | ---- | ---- | ---- |
| Население | 712  | 934  | 1327 | 55   | 53   |